# Havre des morts
Havre des morts (Port Mortuary, dans l'édition originale en anglais) est un roman policier et thriller américain de Patricia Cornwell publié en 2010. C'est le dix-huitième roman de la série mettant en scène le personnage de Kay Scarpetta.

## Résumé
Après 6 mois passés sur la base aérienne militaire de Dover qui reçoit les soldats morts au combat, Kay Scarpetta revient d'urgence au nouvel institut de médecine légale de Cambridge qu'elle dirige. Un homme a succombé mystérieusement et Fielding, l'adjoint de la chef-légiste a disparu.
Un étudiant, ayant le syndrome d'Asperger, est accusé à tort du meurtre d'un enfant.

## Éditions
Édition originale américaine
- (en) Patricia Cornwell, Port Mortuary, New York, G. P. Putnam's Sons, 30 novembre 2010 (ISBN 978-0-399-15721-9)

Éditions françaises
- Patricia Cornwell et Andrea H. Japp (traductrice), Havre des morts [« Port Mortuary »], Paris, Éditions des Deux Terres, 16 mars 2011 (ISBN 978-2-84893-087-9, BNF 42385406)
- Patricia Cornwell et Andrea H. Japp (traductrice), Havre des morts [« Port Mortuary »], Paris, Librairie générale française, coll. « Le Livre de poche Thriller », 4 avril 2012 (ISBN 978-2-253-16265-0, BNF 43576404)